# Holsterhausen (Dorsten)
Holsterhausen im nördlichen Ruhrgebiet ist der zweitgrößte Stadtteil von Dorsten im nordrhein-westfälischen Kreis Recklinghausen und hatte zum 31. Dezember 2017 13.716 Einwohner. Seit 1929 gehörte die damalige Gemeinde zum Amt Hervest-Dorsten. Am 1. April 1943 wurde Holsterhausen nach Dorsten eingemeindet.

## Lage und Begebenheiten
Holsterhausen liegt nordwestlich der Kernstadt von Dorsten, nördlich des Wesel-Datteln-Kanals und der Lippe. Die Ortschaft grenzt im Norden und Westen an den Naturpark Hohe Mark-Westmünsterland. Am östlichen Ortsrand fließt der Hammbach.
Den zentralen Punkt des Ortsteils bilden die Borkener Straße sowie die Freiheitsstraße, auf der sich die meisten Geschäfte befinden.
Da sich in Holsterhausen die ehemalige Zeche Baldur befindet, ist der Ortsteil größtenteils durch alte Zechensiedlungen geprägt, wie z. B. die Baldurkolonie rund um den Friedensplatz an der Luisenstraße, die Göttler-Siedlung (Akazienstraße, Idastraße, An den Birken) und die Blumensiedlung (Lilienstraße, Asternstraße, Nelkenstraße), um nur einige von vielen zu nennen.
Neben den vielen einfacheren, überwiegend durch Zechenhausbebauung geprägten Wohnlagen, existieren in Holsterhausen insbesondere mit den am westlichen Ortsrand entstandenen Neubausiedlungen, auch einige bürgerliche, durch Ein- bis Zweifamilienhäuser geprägte Wohnsiedlungen.

## Sehenswertes

### Blauer See
Der Rundkurs um den Blauen See wird gerne als Ausflugsmöglichkeit genutzt. Der Stausee fasst circa 280.000 Kubikmeter Wasser und war ursprünglich eine Sandgrube, in die das Grundwasser sickerte und den Tagebau füllte, was dazu führte, dass der See bis zur Eröffnung des Freibades 1962 als Badesee genutzt werden konnte.
Momentan wird der See am östlichen Rand des Ortsteils als Betriebswasserspeicher der Rheinisch-Westfälischen Wasserwerksgesellschaft genutzt, das Baden ist nun verboten.

### Freibad
Das Holsterhausener Freibad (fälschlicherweise so benannt; es liegt, da östlich des Hammbachs, im Ortsteil Hervest) wurde 1962 eröffnet und stellte sich damals als Attraktion heraus. Mit Tagespreisen von einer D-Mark verzeichneten die Betreiber stets gute Besucherzahlen. Es besaß drei Schwimmbecken: Links vom Eingangsbereich das runde Babybecken, ein Nichtschwimmerbecken mit Rutsche sowie ein Sportbecken mit Sprungturm. Die grob bemessen 18.000 Quadratmeter große Liegewiese lud unter anderem auch zur Erholung für Nichtschwimmer ein.
2001 jedoch besuchte der letzte Schwimmer das Bad. Im gleichen Jahr noch wurde das Bad abgerissen, der Neubau folgte. Nach Aussagen des Bürgermeisters sollte das Bad schon 2002 wieder eröffnet werden, da aber das bereitgelegte Geld für die Betriebskosten des zeitgleich neu errichteten Atlantis Bades genutzt wurde, war der Bau des Freibades gestoppt. Vom Bau eines neuen Freibads wurde in der Folge abgesehen.

### Kino
Zu einer weiteren Attraktion zählt das Central Kinocenter, das einzige Kino in Dorsten.

### Freiwillige Feuerwehr Holsterhausen-Dorf
Der Löschzug der Freiwilligen Feuerwehr besteht aus einem Einsatzleitwagen, einem Löschfahrzeug und einem Tanklöschfahrzeug.

### Sehenswerte Gebäude

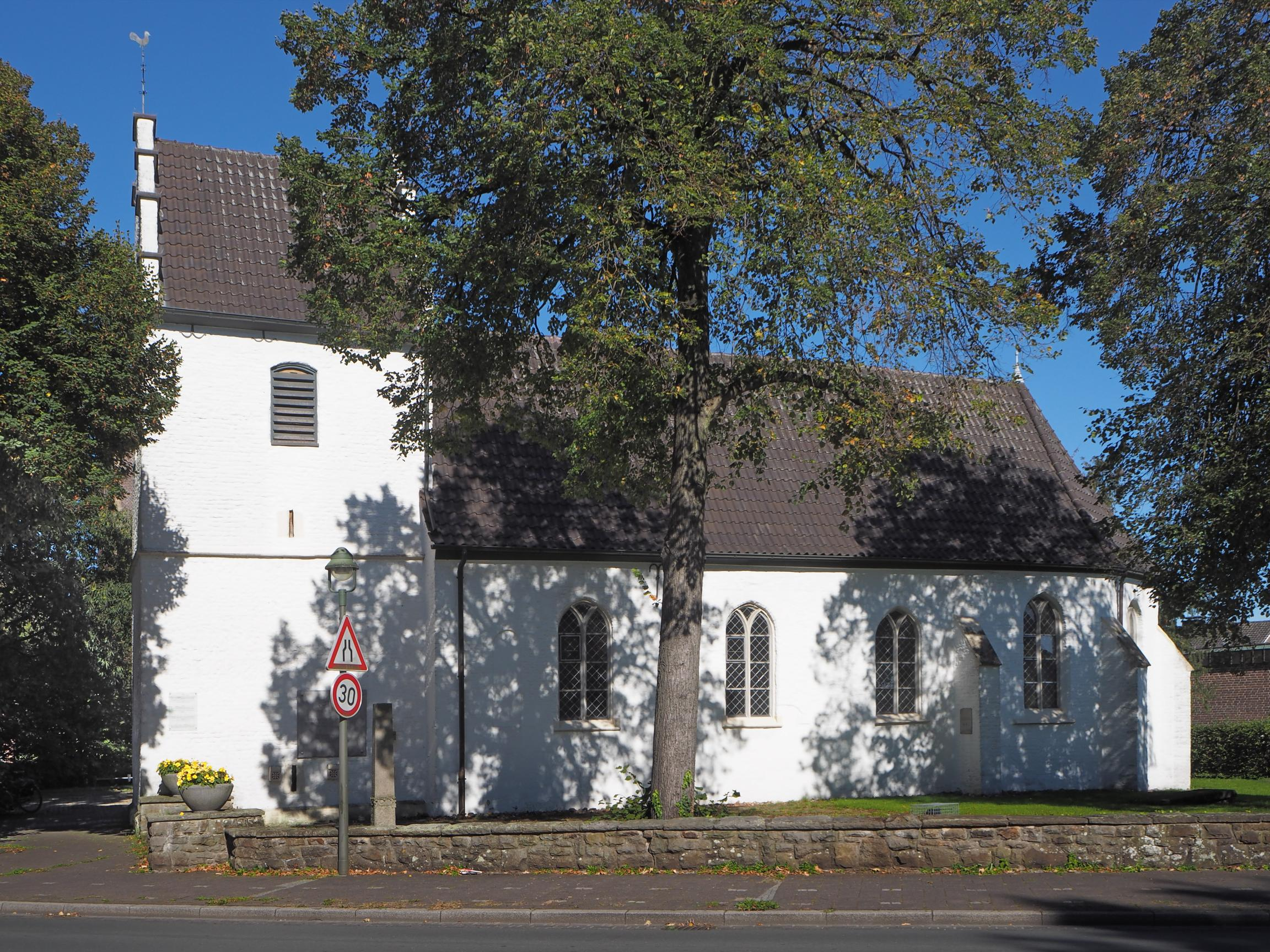
Alte Antoniuskirche
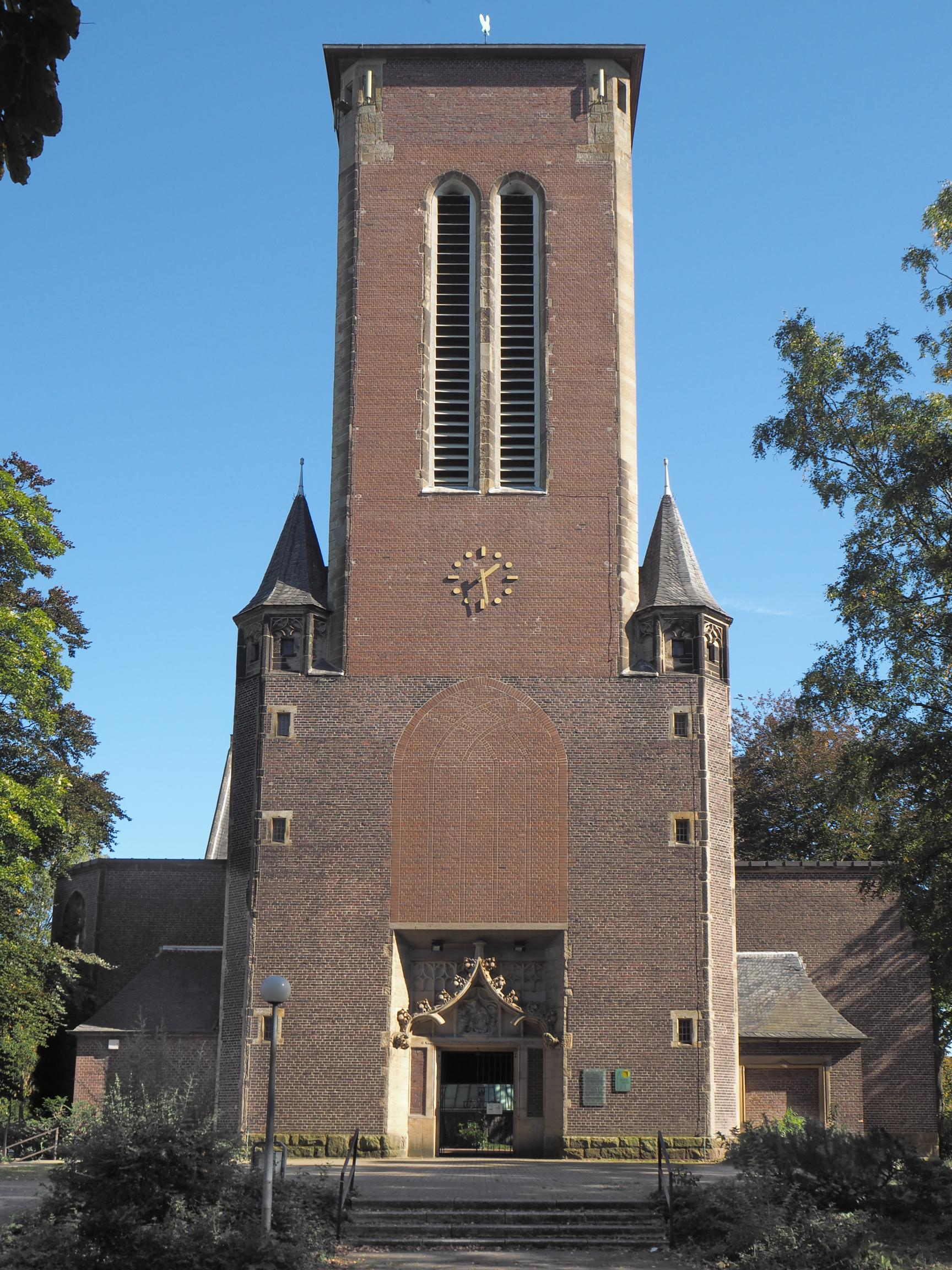
Neue Antoniuskirche von 1912/13
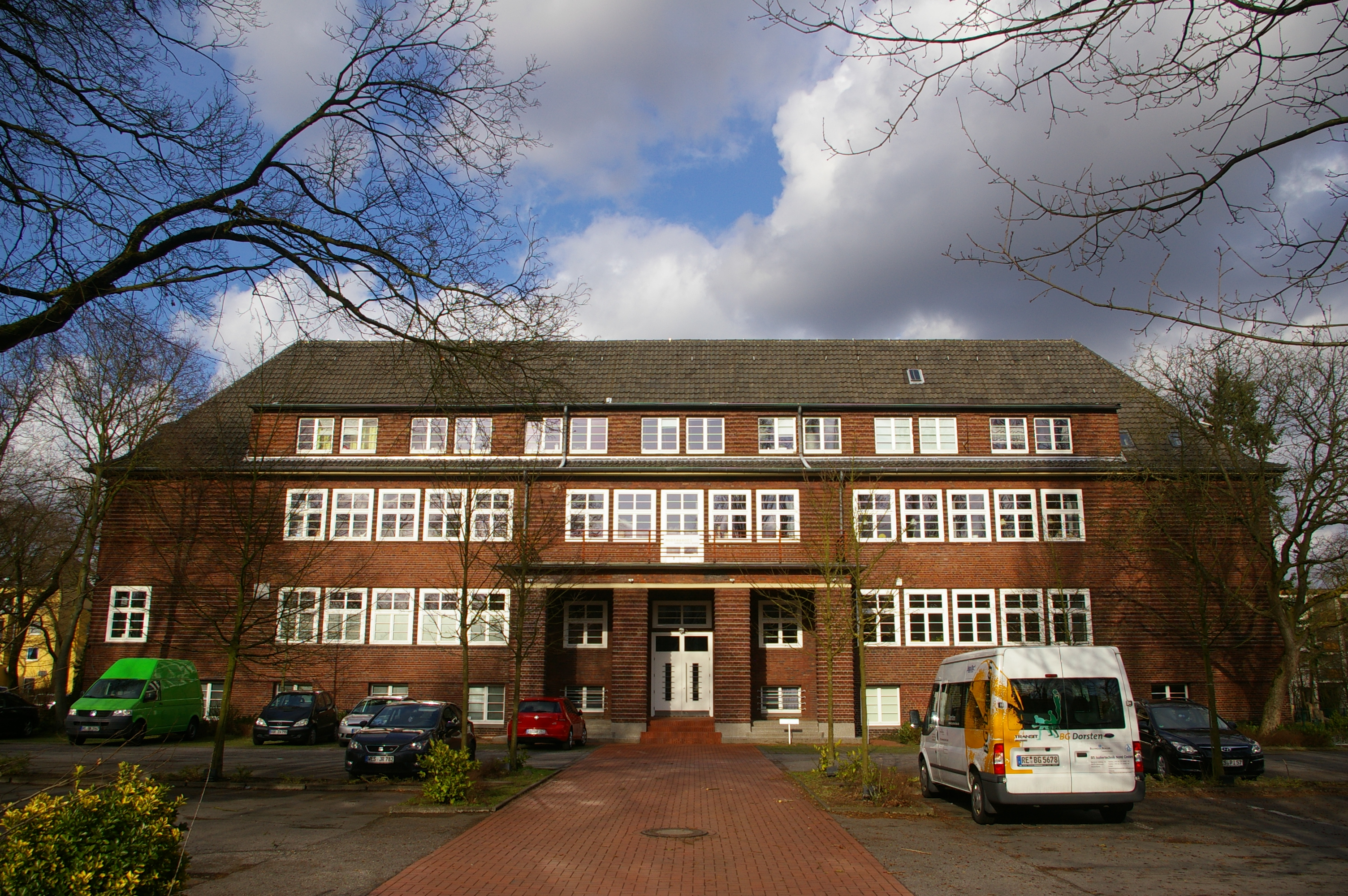
Ehemalige Bonifatiusschule

## Römerlager
Die Römerlager in Holsterhausen umfassen bis zu zehn Marschlager aus der Zeit zwischen 11 v. Chr. und 9 (16 ?) n. Chr., im Süden und Südwesten des Ortskerns in direkter Nähe zur Lippe gelegen. Das „Große Marschlager“ des Drusus mit 56/57 ha Fläche bot Platz für zwei römische Legionen plus Auxiliartruppen, das sind bis zu 12.000 Soldaten. Es wurde 1952 vom westfälischen Archäologen Wilhelm Winkelmann ausgegraben. Es diente dem Anmarsch und Bau einer Brücke über die Lippe für den Feldzug des Jahres 11 v. Chr., mit dem die Unterwerfung der Sugamberer begann. In der Zeit von 1999 bis 2001 wurden 500 m westlich umfangreiche archäologische Flächengrabungen durch W. Ebel-Zepezauer gemacht, bei denen bis zu sieben weitere Lager unterschiedlicher Größe entdeckt wurden. Sie dienten als Pionierlager verschiedenen Detachements u. a. zur Schiffbarmachung der Lippe. Durch Begradigungen wurde der Wasserweg zwischen Vetera und Holsterhausen um etwa 25 % verkürzt. Augusteische Goldmünzen waren bereits um 1930 im Holsterhauser Feld gefunden worden. An die römische Besetzung schloss sich seit Ende des ersten Jahrhunderts germanische Besiedlung an. In einem germanischen Urnenfriedhof des 3. Jahrhunderts wurde eine römische Standfußschale aus Terra sigillata zur Bestattung benutzt.

## Verkehr
Am westlichen Ortsrand von Holsterhausen verläuft die Bundesautobahn 31. In Höhe des Stadtteils befindet sich ein Autobahnparkplatz, der gleichzeitig als eingeschränkte Anschlussstelle dient. Ansonsten befinden sich im Norden die Anschlussstelle Schermbeck und im Süden die Anschlussstelle Dorsten-West. Durch Holsterhausen führt die Bundesstraße 224, die als Borkener Straße ausgewiesen ist. Nördlich des Stadtteils kreuzt sie die Bundesstraße 58. Des Weiteren führt die L 607 nach Schermbeck und die K 7 nach Rhade.
Die Buslinien SB18, 216, 276, 278, 293 und 295 bedienen Holsterhausen.
| Linie   | Verlauf | Takt (Mo–Fr)                                                    | Betreiber       |
| ------- | --- | --------------------------------------------------------------- | --------------- |
| SB18    | Schermbeck Rathaus – Holsterhausen – Dorsten ZOB In Schermbeck Anschluss an SB21 nach Wesel Bf/Busbahnhof, Weiterfahrt in Dorsten als Linie SB28 nach Gelsenkirchen-Buer | 30 min                                                          | DB Rheinlandbus |
| TB216   | Taxibus: Dorsten Waldfriedhof – Holsterhausen – Kreskenhof | 60 min                                                          | Vestische       |
| 276     | Holsterhausen Friedensplatz – Baldursiedlung – Marienviertel – Frühförderstelle – Dorsten ZOB – Hardt St.-Nikolaus-Kirche – Gahlener Str. | 30 min                                                          | Vestische       |
| 278     | Dorsten-Holsterhausen Wennemarstraße – Dorsten ZOB – Dorsten Essener Tor – Hardt – Östrich | 30 min (Holsterhausen–Dorsten ZOB) 60 min (Dorsten ZOB–Östrich) | Vestische       |
| 293     | Dorsten ZOB – Holsterhausen – Schermbeck (– Üfte – Raesfeld-Erle) Diese Linie verkehrt nur an Schultagen | einzelne Fahrten                                                | DB Rheinlandbus |
| R21 295 | Dorsten ZOB – Frühförderstelle – Marienviertel – Holsterhausen Baldursiedlung – Deuten Mitte – Deuten – Rhade Rütherweg – Rhade Bf – Rhade Ort – Raesfeld-Erle – Raesfeld – Borken Bf Der Abschnitt Dorsten – Raesfeld-Erle ist VRR-Linie 295; sonn- und feiertags Verkehr nur zwischen Raesfeld-Erle und Borken | 60/120 min                                                      | Westfalenbus    |

## Persönlichkeiten
- Bernhard Delsing, Maler